# Tempête de neige du 1er au 6 février 2010 le long de la côte est des États-Unis et du Canada
Pour les articles homonymes, voir tempête de 2010.
La tempête de neige du 1er au 6 février 2010 le long de la côte est des États-Unis et du Canada est un événement météorologique exceptionnel qui a affecté la Côte Est des États-Unis et celle du Canada. Elle fut surnommée Snowmageddon et a été classée comme tempête du Cap Hatteras de catégorie 3.
La profonde dépression s'est formée aussi loin que la Californie, donnant des pluies diluviennes du nord du Mexique au sud-est des États-Unis, tout particulièrement dans les États de Caroline du Nord, Caroline du Sud et de Géorgie. En arrivant le long de la côte est des États-Unis, l'air froid venant du nord-ouest s'est engouffré dans le système et les précipitations se sont transformées en neige abondante et poudrerie rendant la visibilité nulle, un vrai blizzard de la Caroline du Nord aux provinces de l'Atlantique au Canada,. Selon des météorologues, Washington, D.C. la capitale fédérale, a connu un des épisodes neigeux les plus intenses depuis 90 ans.
Certains endroits ont reçu entre 50 et 100 centimètres de neige. La circulation des trains, des avions et des autoroutes a été arrêtée dans les régions de Baltimore, Philadelphie et de Washington, D.C., et perturbée ailleurs. Une autre tempête aussi intense a affecté les mêmes régions trois jours plus tard.

## Évolution météorologique
Le système principal s'est formé dans l'océan Pacifique, apportant de fortes pluies et de la neige dans les montagnes californiennes et en Arizona le 2 février. Le centre de la tempête s'est déplacé vers l'est à travers le nord du Mexique le 3 février. Le système a produit plus de 30 cm de neige en montagne et dans les plaines orientales du Nouveau-Mexique. Ceci a causé la fermeture des principales autoroutes, y compris l'Interstate 40 à l'est d'Albuquerque, pendant plusieurs heures le 3 février.
Le centre de la tempête a ensuite progressé à travers le Texas et la Louisiane, le 4 février. Elle a apporté de la pluie et de la neige  en Oklahoma et sur le nord du Texas, ainsi que des orages violents plus au sud. Pendant ce temps, une seconde dépression, plus au nord au cœur de la vallée de la rivière Missouri, apportait des averses de neige légères dans le Montana, dans le Dakota, une partie du Minnesota, au Wisconsin, sur l'Iowa et l'Illinois.
Ces deux systèmes se sont combinés en arrivant sur la côte est. Des conditions de blizzard (visibilité nulle dans la neige) ont été signalées dans une zone relativement petite du Maryland, mais des conditions très proches ont affecté une grande partie de la région Mid-Atlantic.

## Galerie

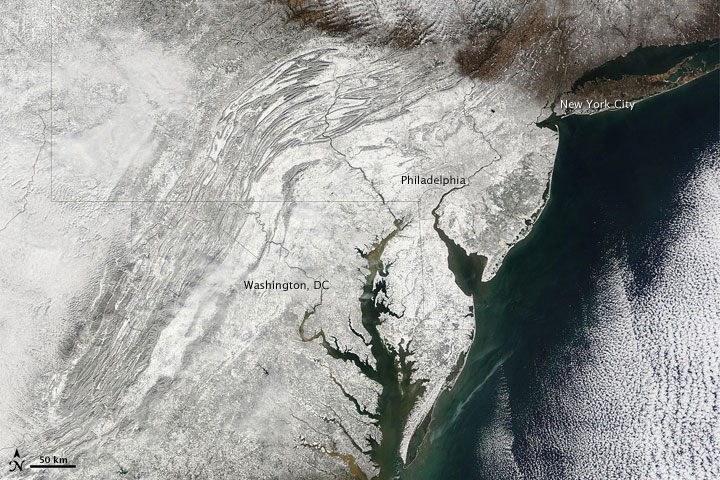
Image satellite montrant le manteau neigeux le 7 février 2010.
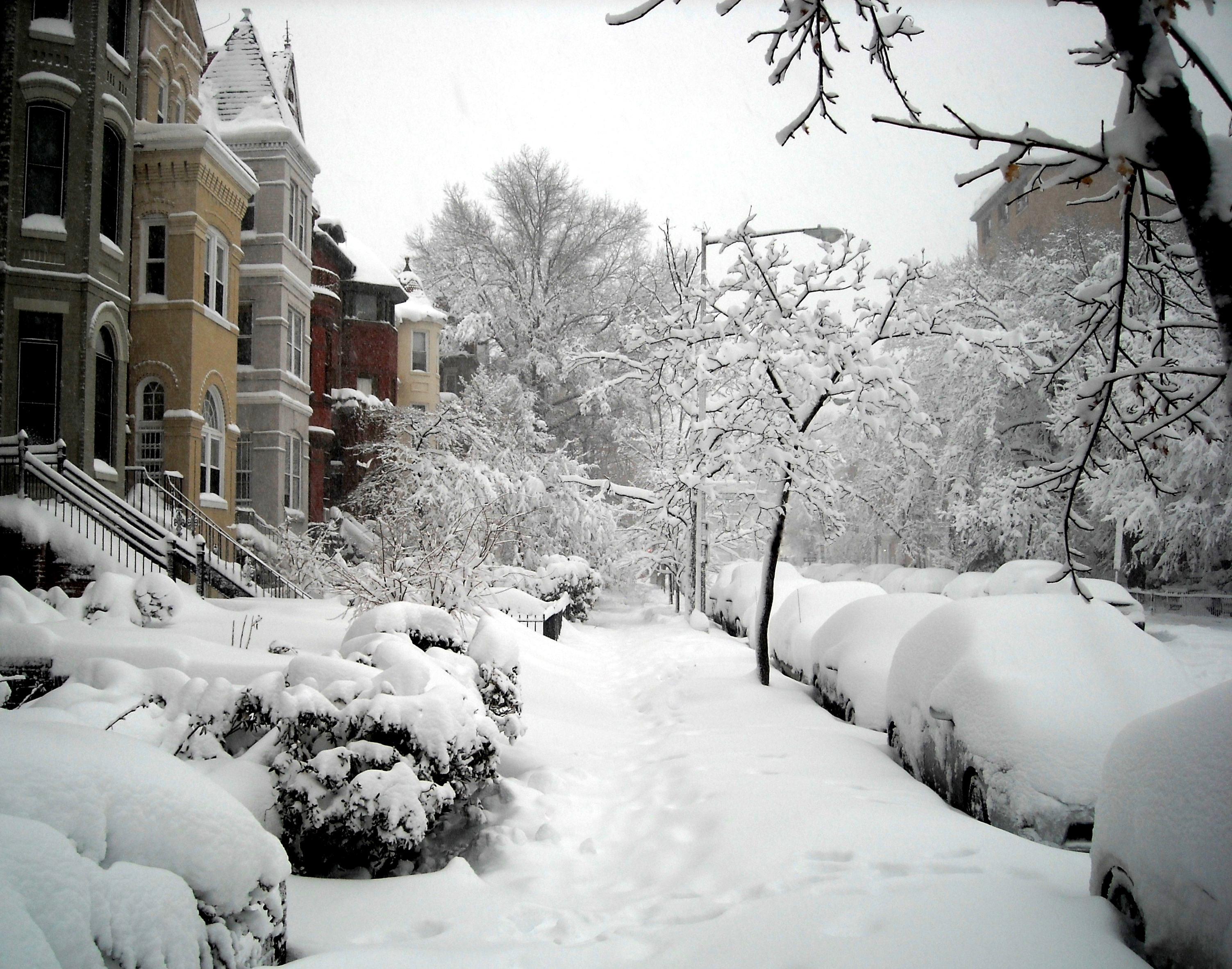
Une rue de Washington, D.C. le 6 février
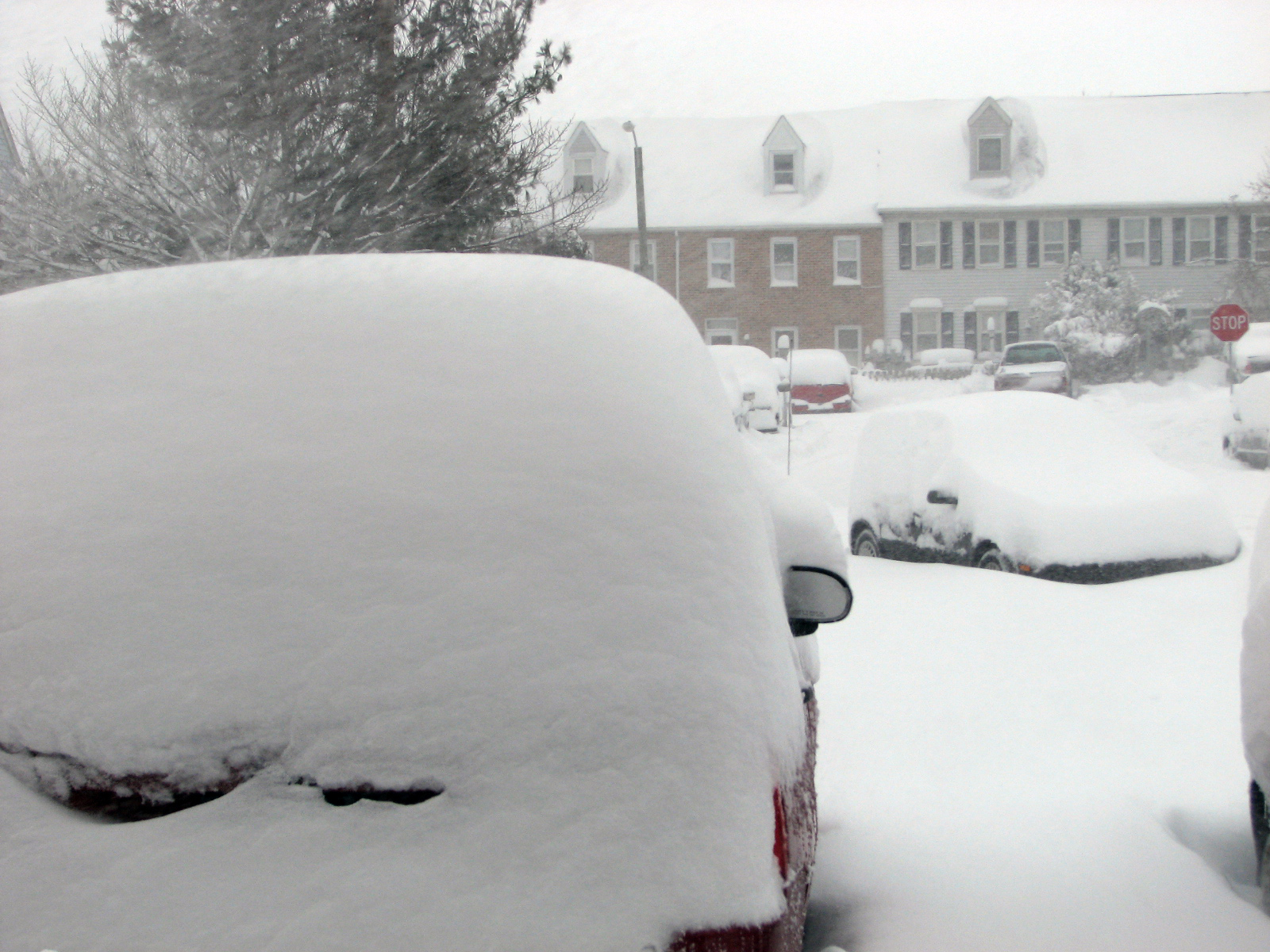
En Ephrata, Pennsylvanie
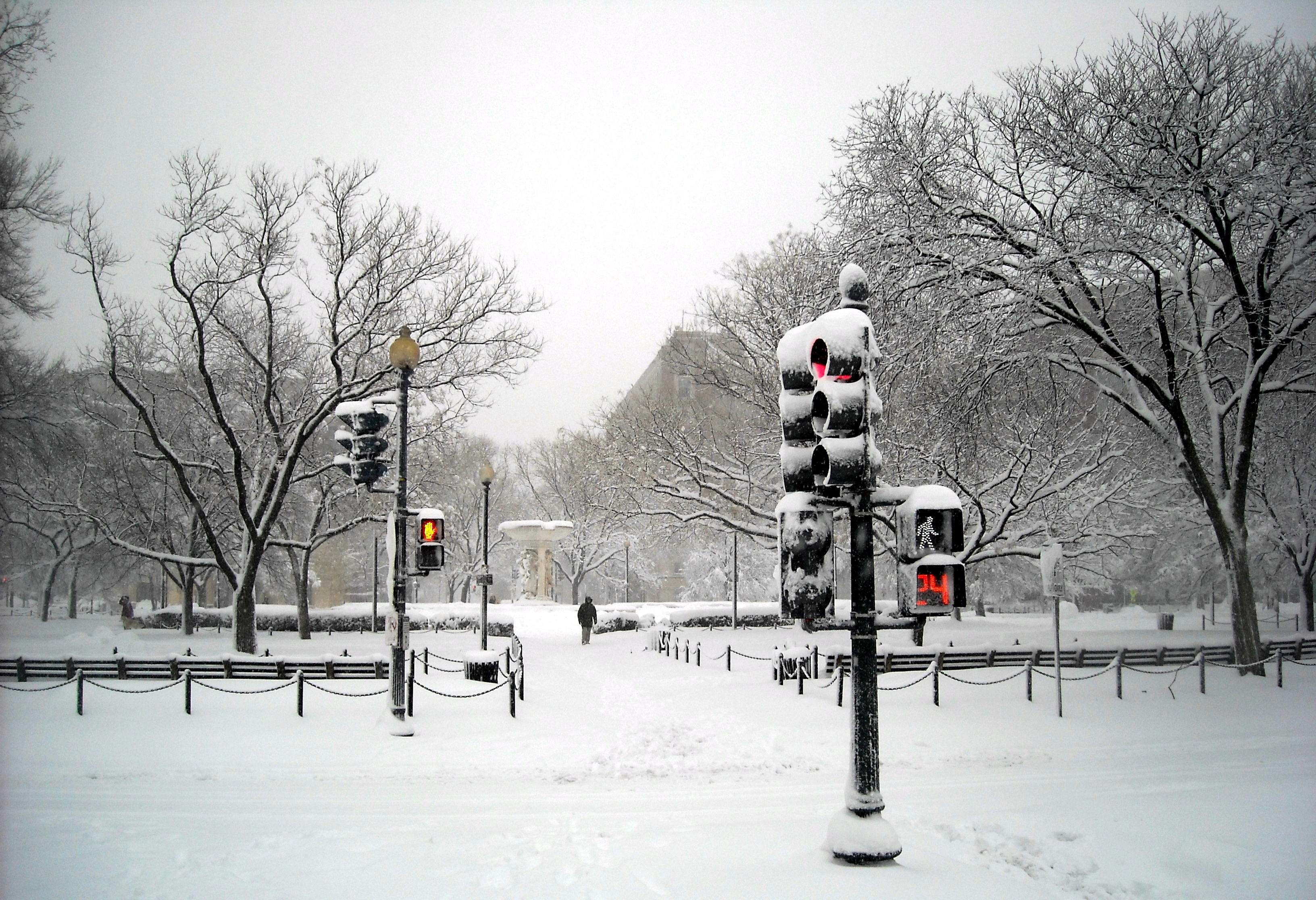
Rond-point Dupont à Washington, D.C. le 6 février
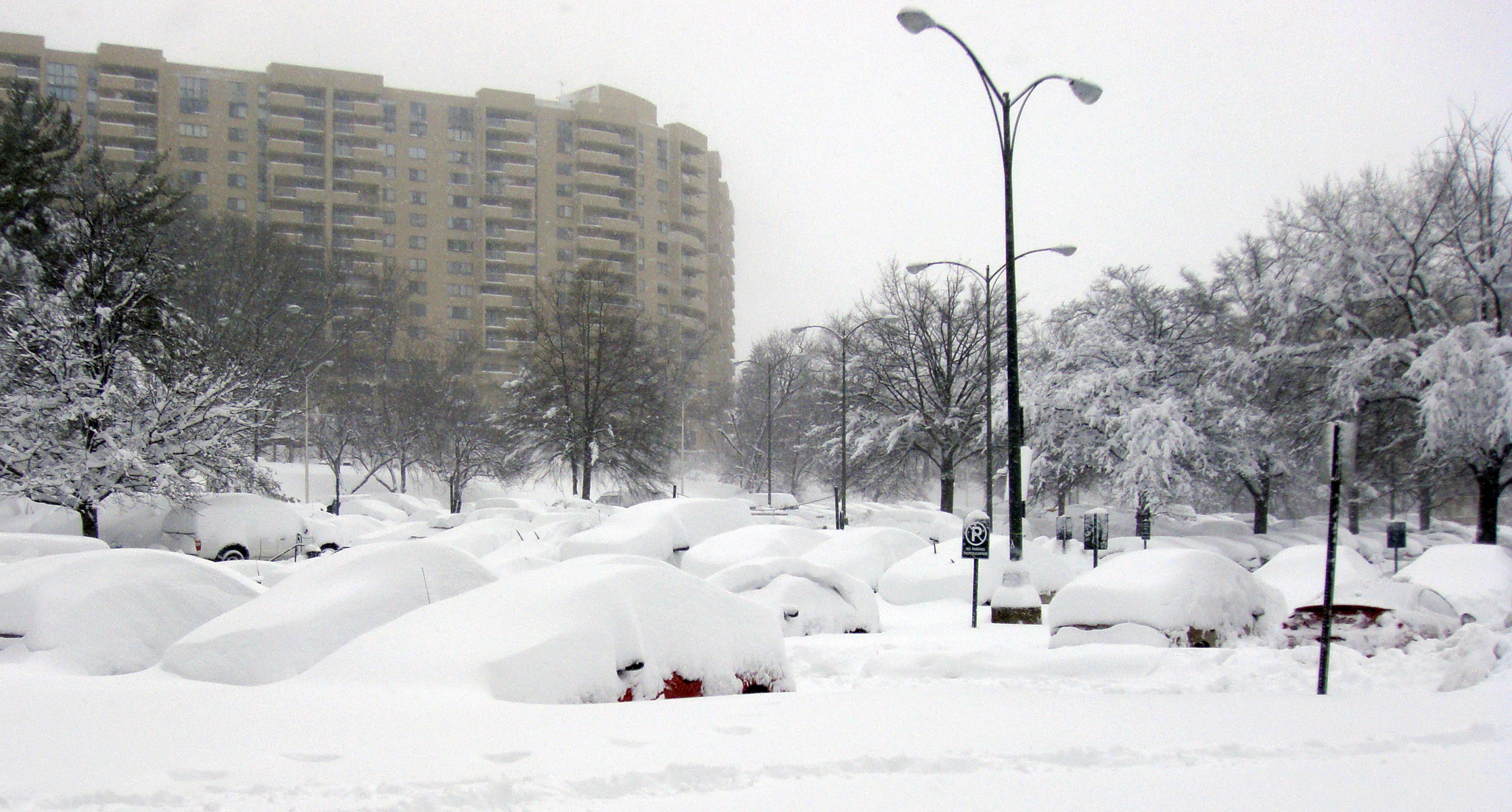
Washington, D.C. le 6 février